# Gimnazjum Pancypryjskie
Gimnazjum Pancypryjskie (Παγκύπριο Γυμνάσιο) – najstarsza szkoła średnia na Cyprze, z siedzibą w Nikozji.
Gimnazjum zostało założone w 1812 przez zwierzchnika Cypryjskiego Kościoła Prawosławnego, arcybiskupa Cypriana pod nazwą „Szkoła Grecka”. W 1893 szkoła została zreformowana i zmieniona w placówkę sześcioklasową. Została wówczas uznana przez rząd Grecji jako równorzędna względem greckich szkół średnich. W 1896 otrzymała obecną nazwę.
Gimnazjum tradycyjnie zachowywało na przestrzeni lat grecki charakter. Pomieszczenie pod wejściem do jego budynku tradycyjnie było miejsce spotkań arcybiskupa Cypriana z członkami greckiej organizacji niepodległościowej Filiki Eteria. Wielu absolwentów szkoły uczestniczyło w walkach antybrytyjskich na Cyprze w latach 50. XX wieku, zamieszkach grecko-tureckich w latach 1963–1964 oraz w obronie wyspy przed inwazją turecką 1974 r..
Własnością placówki jest biblioteka licząca kilka tysięcy tomów, powstała w 1949, oraz kolekcja przedmiotów o wartości historycznej i archeologicznej. Przy gimnazjum działa prawosławna kaplica Trójcy Świętej, muzeum archeologiczne, muzeum historii naturalnej oraz muzeum historii szkoły.